# Allobates ornatus
Allobates ornatus is een kikkersoort uit de familie van de Aromobatidae. De wetenschappelijke naam van de soort is voor het eerst geldig gepubliceerd in 2002 door Victor Morales.
De soort is alleen nog gevonden op twee locaties bij Tarapoto in het San Martín departement in Peru. Allobates ornatus leeft in het regenwoud. De vrouwtjes leggen waarschijnlijk hun eieren in de grond en mannetjes vervoeren vervolgens die eieren naar water, waar de dieren verder ontwikkelen.